# Coulommes-et-Marqueny
 Coulommes-et-Marqueny  là một xã ở tỉnh Ardennes, thuộc vùng Grand Est ở phía bắc nước Pháp.